# Здимання гірських порід
Здимання гірських порід, випирання гірських порід, спучування гірських порід (рос. пучение (вспучивание) горных пород, англ. swelling,  rock heaving, rock swelling; нім. Gebirgsaufhebung f, Quellen n der Gesteine n pl,  Gesteinsquellung f — видавлювання породи у гірничу виробку без значних порушень її суцільності, обумовлене дією гірничого тиску. Є проявом реологічних властивостей порід, зокрема їх повзучості. Характеризується збільшенням об’єму порід, що обумовлено набуханням г.п., хім. реакціями і виділенням газів у гірських породах. Найбільш схильні до здимання глини, глинисті сланці, аргіліти. На великих глибинах здіймаються також піскуваті сланці, мергелі, вугілля.